# Machine Head (Deep Purple)
Machine Head is het zesde studioalbum van de Britse hardrockband Deep Purple in hun meest succesvolle samenstelling (MK2).
Het album werd tussen 6 en 21 december 1971 opgenomen in het Grand Hotel in Montreux, Zwitserland. In het nummer Smoke on the Water wordt beschreven hoe de studio waar de elpee aanvankelijk zou worden opgenomen in vlammen opgaat, waarna de opnamen plaatsvinden in een mobiele studio van de Rolling Stones.

## Tracklist
Alle songs geschreven door Blackmore/Gillan/Glover/Lord/Paice
| Nr. | Titel              | Duur |
| --- | ------------------ | ---- |
| 1.  | Highway Star       | 6:05 |
| 2.  | Maybe I'm a Leo    | 4:51 |
| 3.  | Pictures of Home   | 5:03 |
| 4.  | Never Before       | 3:56 |
| 5.  | Smoke on the Water | 5:40 |
| 6.  | Lazy               | 7:19 |
| 7.  | Space Truckin'     | 4:31 |

## Bezetting
- Ian Gillan: Zang
- Roger Glover: Basgitaar
- Ritchie Blackmore: Gitaar
- Jon Lord: keyboard, orgel
- Ian Paice: Drums, percussie

## Heruitgebracht op cd
In 1997 is het album in een geheel nieuw jasje gestoken opnieuw uitgebracht op 2 cd's. Naast de nummers van de tracklist van de originele elpee staat er als extra nummer op:
1. When a blind man cries  – 3:33 (Blackmore/Gillan/Glover/Lord/Paice)

De twee cd's bevatten geremasterde opnames (1 cd) en remixen (1 cd).
Ian Paice · Roger Glover · Ian Gillan · Steve Morse · Don Airey

Jon Lord † · Ritchie Blackmore · Rod Evans · Nick Simper · David Coverdale · Glenn Hughes · Tommy Bolin † · Joe Lynn Turner · Joe Satriani